# Assiniboine

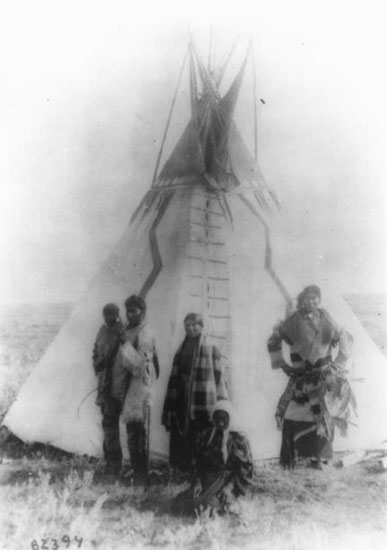
Família Assiniboine, Montana, 1890-1891.

Os Assiniboine, conhecidos pelo nome ojíbue de Asiniibwaan "Sioux da Pedra", são um povo ameríndio/Primeiras Nações naturais do Norte do território das Grandes Planícies da América do Norte, especificamente na atual Montana e partes de Saskatchewan, Alberta e sudoeste de Manitoba perto da fronteira dos Estados Unidos e Canadá. Eram muito conhecidos no final do século XVII e início do XVIII. Foram pintados retratos de pessoas assiniboine por artistas do século XIX como Karl Bodmer e George Catlin. Os assiniboine possuem muita semelhança com os Lakota (Sioux) com relação ao estilo de vida, linguística, e hábitos culturais, e são considerados como uma tribo dos "Nakoda" ou divisão do centro dos Lakota. Acredita-se que os assiniboine separaram-se das outras tribos Lakota no século XVII.

## Leituras adicionais
- Denig, Edwin Thompson, and J. N. B. Hewitt. The Assiniboine. Norman: University of Oklahoma Press, 2000. ISBN 0-8061-3235-3
- Fort Belknap Curriculum Development Project. Assiniboine Memories Legends of the Nakota People. Harlem, Mont: Fort Belknap Education Dept, 1983.
- «How the Summer Season Came And Other Assiniboine Indian Stories». Helena, Mont: Montana Historical Society Press in cooperation with the Fort Peck and Fort Belknap Tribes, 2003. ISBN 0-917298-94-2
- Kennedy, Dan, and James R. Stevens. Recollections of an Assiniboine Chief. Toronto: McClelland and Stewart, 1972. ISBN 0-7710-4510-7
- Nighttraveller, Will, and Gerald Desnomie. Assiniboine Legends. Saskatoon: Saskatchewan Indian Cultural College, 1973.
- Nighttraveller, Will, and Gerald Desnomie. Assiniboine Legends. Saskatoon: Saskatchewan Indian Cultural College, 1973.
- Schilz, Thomas F. 1984. "Brandy and Beaver Pelts Assiniboine-European Trading Patterns, 1695-1805". Saskatchewan History. 37, nº 3.
- Writers' Program (Mont.), James Larpenteur Long, and Michael Stephen Kennedy. The Assiniboines From the Accounts of the Old Ones Told to First Boy (James Larpenter Long). The Civilization of the American Indian series. Norman: University of Oklahoma Press, 1961.